# ستيفن دونوفان
ستيفن دونوفان (بالإنجليزية: Stephen Donovan)‏ هو إحاثي بريطاني، ولد في 3 يونيو 1954.